# Rico Alaniz

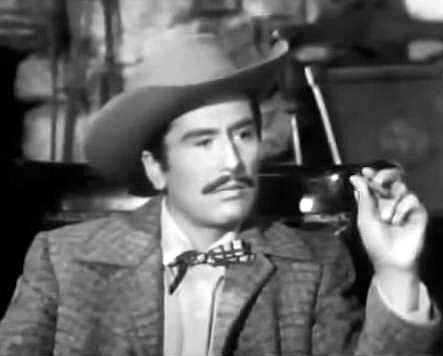
Alaniz en The Adventures of Kit Carson (1951)

Rico Alaniz (Ciudad Juárez, Chihuahua; 25 de octubre de 1919 - California; 9 de marzo de 2015) fue un actor cinematográfico y televisivo de origen mexicano, conocido principalmente por su papel del pacífico informador cheyenne "Mr. Cousin" en dieciséis episodios, emitidos entre 1955 y 1959 de la serie wéstern de American Broadcasting Company y Desilu The Life and Legend of Wyatt Earp, protagonizada por Hugh O'Brian.

## Biografía
Su nombre completo era Americo Zorilla Alaniz, y nació en Ciudad Juárez, México. Emigró a los Estados Unidos, país en el que trabajó como actor cinematográfico, haciendo pequeños papeles sin créditos o interpretaciones como actor de carácter, en treinta y seis largometrajes, los tres primeros estrenados en 1950 (destacando The Capture, de John Sturges, con Lew Ayres y Teresa Wright).
Otras producciones en las que participó fueron Wings of the Hawk, de Budd Boetticher (1953, con Van Heflin y Julie Adams), Conquest of Cochise (1953, con John Hodiak), Fuego verde, de Andrew Marton (1954, con Stewart Granger y Grace Kelly), y The Magnificent Seven, también de John Sturges (1960, con Yul Brynner y Steve McQueen). 
Tras un film rodado en 1967, se retiró de la gran pantalla, volviendo a la misma para una última actuación en Final Analysis, de Phil Joanou (1992, con Richard Gere y Kim Basinger). 
Entre sus primeros papeles televisivos figuran cuatro episodios de la serie western The Adventures of Kit Carson, protagonizada por Bill Williams. En el episodio de 1951 titulado "California Outlaws", Alaniz encarnó a Joaquín Murrieta.
En ocho capítulos de The Life and Legend of Wyatt Earp, Alaniz actuó junto a Rodd Redwing, éste en el papel de "Mr. Brother". Sus personajes, principalmente indios o mexicanos, incluían a Small Cloud en el episodio de 1958 "Deadlock", perteneciente a la serie de la ABC/Warner Brothers Sugarfoot (con Will Hutchins), y a Crooked Hand, éste en el capítulo de 1969 "The Allies", dentro del show de la NBC Daniel Boone, protagonizado por Fess Parker.
Alaniz actuó cinco veces en El gran chaparral, cuatro en Bonanza, tres en Gunsmoke, y dos en 26 Men, Border Patrol, Las aventuras de Rin tin tin, Tales of Wells Fargo, Rawhide, The Wild Wild West, El fugitivo, y The Loretta Young Show.
Otras series en las que participó fueron Tightrope y Mannix, ambas protagonizadas por Mike Connors, Laramie (conJohn Smith y Robert Fuller), 77 Sunset Strip (con Efrem Zimbalist, Jr.), y 87th Precinct.
Rico Alaniz falleció en su domicilio en California el 9 de marzo de 2015, a los 95 años de edad.

## Selección de su filmografía

### Cine
- 1950 : The Capture, de John Sturges
- 1950 : Mister 880, de Edmund Goulding
- 1951 : Golden Girl, de Lloyd Bacon
- 1952 : ¡Viva Zapata!, de Elia Kazan
- 1952 : Macao, de Josef von Sternberg
- 1953 : Wings of the Hawk, de Budd Boetticher
- 1953 : California Conquest, de Lew Landers
- 1953 : Appointment in Honduras, de Jacques Tourneur
- 1954 : The Siege at Red River, de Rudolph Maté
- 1954 : Phantom of the Rue Morgue, de Roy Del Ruth
- 1954 : Drum Beat, de Delmer Daves
- 1954 : Fuego verde, de Andrew Marton
- 1955 : The Last Command, de Frank Lloyd
- 1956 : Santiago, de Gordon Douglas
- 1958 : War of the Colossus Beast, de Bert I. Gordon
- 1960 : The Magnificent Seven, de John Sturges
- 1961 : Summer and Smoke, de Peter Glenville
- 1967 : Hotel, de Richard Quine
- 1992 : Final Analysis, de Phil Joanou

### Televisión
- 1951-1953 : The Adventures of Kit Carson
  - Temporada 1, episodio 1 California Outlaws, episodio 7 Enemies of the West, de Lew Landers, y episodio 13 The Outlaws of Manzantia, de Lew Landers
  - Temporada 2, episodio 23 Ventura Feud, de Lew Landers
- 1954 : Death Valley Days
  - Temporada 3, episodio 1 The Saint's Portrait, de Stuart E. McGowan
- 1955 : The Lone Ranger
  - Temporada 4, episodio 19 Enfield Rifle, de Oscar Rudolph
- 1956 : Las aventuras de Rin tin tin
  - Temporada 2, episodio 23 Rin Tin Tin Meets O'Hara's Mother
  - Temporada 3, episodio 14 The Invaders
- 1957 : El Zorro
  - Temporada 1, episodio 4 The Ghost of the Mission, de Norman Foster
- 1958 : Sugarfoot
  - Temporada 1, episodio 11 Deadlock, de Franklin Adreon
- 1958 : Maverick
  - Temporada 1, episodio 24 Plunder of Paradise, de Douglas Heyes
- 1958 : The Nine Lives of Elfego Baca
  - Temporada 1, episodio 1 The Nine Lives of Elfego Baca, de Norman Foster, y episodio 2 Four Down and Five Lives to Go, de Norman Foster
- 1960 : Laramie
  - Temporada 1, episodio 18 Day of Vengeance, de Francis D. Lyon
- 1961 : Route 66
  - Temporada 1, episodio 12 Sheba, de William F. Claxton
- 1962 : 77 Sunset Strip
  - Temporada 4, episodio 35 Flight from Escondido, de Robert Douglas
- 1962-1970 : Bonanza
  - Temporada 4, episodio 10 The Deadly Ones, de William Witney
  - Temporada 5, episodio 29 The Companeros, de William F. Claxton
  - Temporada 6, episodio 13 A Knight to Remember, de Vincent McEveety
  - Temporada 11, episodio 24 Decision at Los Robles, de Michael Landon
- 1963 : El virginiano
  - Temporada 1, episodio 28 The Mountain of the Sun, de Bernard McEveety
- 1963-1968 : Gunsmoke
  - Temporada 9, episodio 11 Extradition, de John English
  - Temporada 13, episodio 22 The Jackals, de Alvin Ganzer
  - Temporada 14, episodio 3 Zavala, de Vincent McEveety
- 1964-1965 : Rawhide
  - Temporada 7, episodio 6 Incident of Canliss, de Jack Arnold, y episodio 28 Incident of the Spanish Camp, de Harmon Jones
- 1966 : I Spy
  - Temporada 1, episodio 22 The Conquest of Maude Murdock, de Paul Wendkos
- 1966 : The Big Valley
  - Temporada 2, episodio 2 Legend of a General, de Virgil W. Vogel
- 1967 : Winchester '73, de Herschel Daugherty
- 1967-1968 : The Wild Wild West
  - Temporada 3, episodio 5 The Night of Jack O'Diamonds
  - Temporada 4, episodio 16 The Night of the Winged Terror
- 1967-1970 : El gran chaparral
  - Temporada 1, episodio 2 The Arrangement, de William F. Claxton, episodio 9 The Doctor from Dodge, de Richard Benedict, y episodio 16 The Firing Wall, de William Witney
  - Temporada 2, episodio 25 The Lion Sleeps, de William F. Claxton
  - Temporada 4, episodio 10 Fiesta, de John Florea
- 1969 : Mis adorables sobrinos
  - Temporada 3, episodio 20 Lost in Spain, de Charles Barton
- 1969 : Daniel Boone
  - Temporada 5, episodio 22 The Allies, de George Marshall
- 1972 : Mannix
  - Temporada 6, episodio 4 Broken Mirror, de David Lowell Rich